# Fantasia da concerto
La Fantasia da concerto in sol maggiore, op. 56, per pianoforte e orchestra, fu scritta da Pëtr Il'ič Čajkovskij nel 1884.

## Storia della composizione
Čajkovskij era ritornato in patria dall'estero all'inizio di marzo del 1884, per trascorrere la primavera con la sorella a Kamenka, dove giunse il 12 aprile e iniziò a comporre la Fantasia da concerto, senza però aver ben chiaro che genere di composizione avrebbe scritto. In giugno, dopo aver completato la bozza di quella che sarebbe diventata la Suite n. 3, egli ritornò a dedicarsi alla Fantasia, includendovi il secondo movimento Contrastes, che in origine era stato pensato come primo movimento della suite, per poi essere scartato. Il compositore scrisse anche un finale alternativo per il primo movimento, Quasi Rondo, da eseguire nel caso in cui si volesse omettere Contrastes. Entro l'autunno il pezzo venne rapidamente completato, pronto per essere eseguito in un concerto della Società Musicale Russa a Mosca, che ebbe luogo il 22 febbraio dell'anno seguente (6 marzo secondo il calendario gregoriano), con Sergej Taneev come solista e Max Erdmannsdörfer alla direzione d'orchestra.
Čajkovskij preparò anche una versione del pezzo per due pianoforti.
La Fantasia da concerto fu eseguita molte volte nei suoi primi vent'anni di vita; poi pressoché scomparve dai repertori, per essere riscoperta solo di recente.